# Île Wednesday
L'île Wednesday est une île d'Antarctique située dans le nord de l'archipel Wilhelm. Elle fait partie des îles Wauwermans et se situe à l'est de celles-ci.

## Histoire de la découverte
Une expédition allemande découvre en 1873-74 les îles Wauwermans tandis que l'expédition antarctique belge de Gerlache réalise une première cartographie sommaire en 1897-99.
Celle-ci sera améliorée par une expédition française menée par Charcot quatre ans plus tard.
Une cartographie plus détaillée sera réalisée par l'Expédition British Graham Land (BGLE) commandée par John Rymill entre 1934 et 1937. C'est un mercredi que l'expédition anglaise observera pour la première fois l'île Wednesday, d'où le nom de l'île.